# Инфекционный мононуклеоз
Инфекцио́нный мононуклео́з (mononucleosis infectiosa, боле́знь Фила́това, анги́на моноцита́рная, лимфобласто́з доброка́чественный) — острое вирусное заболевание, которое характеризуется лихорадкой, поражением зева, лимфатических узлов, печени, селезёнки и характерными изменениями состава крови.

## История
На инфекционную природу этого заболевания ещё в 1887 году указал Н. Ф. Филатов, который первым обратил внимание на лихорадочное заболевание с увеличением лимфатических узлов и назвал его идиопатическим воспалением лимфатических желез. Описанное заболевание долгие годы носило его имя («болезнь Филатова»). В 1889 году немецкий учёный Эмиль Пфайффер описал аналогичную клиническую картину заболевания и определил его как железистую лихорадку с поражением зева и лимфатической системы. С введением в практику гематологических исследований были изучены характерные изменения состава крови при этом заболевании, в соответствии с которыми американские учёные Т. Спрэнт и Ф. Эванс назвали заболевание инфекционным мононуклеозом. В 1964 году М. А. Эпштейн и И. Барр выделили из клеток лимфомы Беркитта герпесоподобный вирус, названный в их честь вирусом Эпштейна — Барр, который позднее с большим постоянством обнаруживали при инфекционном мононуклеозе.

## Эпидемиология
Источником инфекции является человек, в том числе со стёртыми формами болезни, и вирусоноситель. От больного человека к здоровому возбудитель передаётся воздушно-капельным путём, чаще всего со слюной (например, при поцелуе, отсюда название «поцелуйная болезнь», при использовании общей посуды, белья, постели и т. п.), возможна передача инфекции при переливании крови. Заражению способствуют скученность и тесное проживание больных и здоровых людей, поэтому нередки вспышки заболевания в общежитиях, интернатах, лагерях, детских садах.
Мононуклеоз называют также «болезнью студентов», так как клиническая картина заболевания развивается в подростковом и молодом возрасте. Около 50 % взрослого населения перенесли инфекцию в подростковом возрасте. Максимальная заболеваемость у девочек отмечается в возрасте 14-16 лет, у мальчиков — в 16-18 лет. К 25-35 годам у большинства людей в крови выявляют антитела к вирусу инфекционного мононуклеоза. Однако у ВИЧ-инфицированных возобновление активности вируса может наступать в любом возрасте.

## Этиопатогенез
Возбудитель — ДНК-геномный вирус Эпштейна — Барр рода Lymphocryptovirus подсемейства Gammaherpesvirinae семейства Herpesviridae. Вирус способен реплицироваться, в том числе в В-лимфоцитах; в отличие от других вирусов герпеса он не вызывает гибели клеток, а напротив, активирует их пролиферацию. Вирионы включают специфические антигены: капсидный (VCA), ядерный (EBNA), ранний (ЕА) и мембранный (МА) антигены. Каждый из них образуется в определённой последовательности и индуцирует синтез соответствующих антител. В крови больных инфекционным мононуклеозом сначала появляются антитела к капсидному антигену, позднее вырабатываются антитела к ЕА и МА. Возбудитель малоустойчив во внешней среде и быстро гибнет при высыхании, под действием высокой температуры и дезинфектантов.
Инфекционный мононуклеоз — только одна из форм инфекции вирусом Эпштейна — Барр, который также вызывает лимфому Беркитта и носоглоточную карциному. Его роль в патогенезе ряда других патологических состояний недостаточно изучена.

## Симптомы

Основные симптомы заболевания

Инкубационный период может достигать 21 дня, обычно составляет около недели.
Период болезни до двух месяцев.
В комплексе или выборочно (в разное время) могут проявляться следующие симптомы в острой форме:
- слабость;
- катаральный трахеит, бронхит;
- частые головные боли, мигрень, головокружения;
- боль в мышцах и суставах (чаще всего в результате лимфостаза);
- повышение температуры тела;
- боли в горле при глотании (ангина);
- воспаление и увеличение лимфатических узлов, их болезненность (чем больше узел, тем большее давление может оказываться на чувствительные нервные окончания) (без медикаментозного вмешательства в течение болезни на протяжении длительного периода времени (несколько месяцев/лет) наблюдается не только качественное увеличение уже воспалённых лимфоузлов, но и увеличение их числа, например, вялотекущее преобразование одного узла в цепочку из трёх);
- увеличение печени и/или селезёнки;
- появление в крови атипичных мононуклеаров, увеличение доли одноядерных элементов (лимфоциты, моноциты);
- увеличение чувствительности к ОРВИ и прочим респираторным заболеваниям;
- частые поражения кожного покрова вирусом Herpes simplex virus («простой герпес» или Вирус простого герпеса первого типа), обычно в области верхней или нижней губы.

При диагностике необходимо дифференцировать от ВИЧ, ангины, дифтерии, краснухи, ОРЗ, псевдотуберкулёза, туляремии, листериоза, вирусного гепатита, острого лейкоза, лимфогранулематоза.
Заболевание может протекать как в типичной (острой), так и атипичной (бессимптомной) форме, характеризующейся отсутствием или, напротив, чрезмерной выраженностью какого-либо из основных симптомов инфекции (например, появление желтухи при желтушной форме мононуклеоза). Кроме того, следует различать острую и хроническую форму заболевания.
Как только ярко выраженные симптомы первичной инфекции исчезают, они чаще всего не появляются вновь. Хотя однажды инфицированный пациент стал носителем вируса на всю жизнь.

## Лечение
Специфическая терапия не разработана. Лечение симптоматическое, общеукрепляющее. Из-за риска разрыва селезёнки рекомендовано ограничение тяжёлой физической нагрузки в первые 3—4 недели болезни. Рекомендуется одеваться теплее. При осложнениях требуются антибиотики (для борьбы с бактериями при ослабленном иммунитете).